# ابو دیاب شرقی
ابو دیاب شرقی (به عربی: أبو دياب شرق)، روستایی از توابع دشنا در استان قنا و کشور مصر است.

## جمعیت
براساس سرشماری سال ۲۰۰۶ مصر، جمعیت آن ۱۴۹۱۵ نفر(۷۵۹۹ مرد و ۷۳۱۶ زن) بوده‌است.